# Lukas Greiderer
Lukas Greiderer (8 juli 1993) is een Oostenrijkse noordse combinatieskiër.

## Carrière
Greiderer maakte zijn wereldbekerdebuut in januari 2013 in Seefeld. In januari 2014 scoorde hij in Tsjaikovski zijn eerste wereldbekerpunten. In februari 2018 behaalde de Oostenrijker in Hakuba zijn eerste toptienklassering in een wereldbekerwedstrijd. In maart 2019 stond Greiderer in Schonach voor de eerste maal in zijn carrière op het podium van een wereldbekerwedstrijd.

## Resultaten

### Wereldbeker
Eindklasseringen
| Seizoen   | Plaats |
| --------- | ------ |
| 2013/2014 | 47e    |
| 2014/2015 | 66e    |
| 2015/2016 | 33e    |
| 2016/2017 | 53e    |
| 2017/2018 | 16e    |
| 2018/2019 | 17e    |
| 2019/2020 | 11e    |